# Вельки Липник
Вельки Липник (словац. Veľký Lipník) — село, община в округе Стара Любовня, Прешовский край, Словакия. Расположено в северо-восточной части Словакии, на границе Пенины и Спишска-Магура в долине потока Липник, возле границы с Польшей.
Впервые упоминается в 1338 году.
В селе есть греко-католическая церковь св. Михаила построенная в 1794 году в стиле классицизма, с башней старорусского типа в стиле барокко.

## Население
| Год:                | 1994 | 2004    | 2014    | 2024    |
| ------------------- | ---- | ------- | ------- | ------- |
| Количество человек: | 980  | 1010    | 977     | 895     |
| Разница:            |      | +3,06 % | −3,26 % | −8,39 % |

Национальный состав населения (по данным последней переписи населения — 2001 год):
- словаки — 90,40%
- русины — 7,23 %
- украинцы — 0,30 %
- чехи — 0,20%

Состав населения по принадлежности к религии состоянию на 2001 год::
- греко-католики — 82,48%
- римо-католики — 11,88%
- православные — 2,57%
- не считают себя верующими или не принадлежат к одной вышеупомянутой церкви — 3,07%